# Эстафета 4×800 метров
Эстафета 4×800 метров — командная дисциплина в легкоатлетической программе. Команда из 4 спортсменов должна, передавая эстафетную палочку, пробежать 3200 метров и опередить на финише соперников. Каждый участник команды пробегает 2 круга по 400 метров. Несмотря на то, что данный вид программы долгое время отсутствовал на чемпионатах мира и Олимпийских играх, IAAF фиксирует мировые рекорды в этой дисциплине.

## Чемпионат мира
Первый чемпионат мира по легкоатлетическим эстафетам прошел 24—25 мая 2014 года на стадионе Томаса Робинсона в городе Нассау, Багамские острова. Чемпионами стали сборные Кении (мужчины) — 7.08,40 и США (женщины) — 8.01,58.

## Мировые рекорды

### Мужчины
| Рекорд  | Страна | Состав команды                                         | Дата       | Место             |
| ------- | ------ | ------------------------------------------------------ | ---------- | ----------------- |
| 7.02,43 | Кения  | Джозеф Мутуа Уильям Ямпой Исмаил Комбич Уилфред Бунгей | 25.08.2006 | Брюссель, Бельгия |

### Женщины
| Рекорд  | Страна | Состав команды                                                       | Дата      | Место        |
| ------- | ------ | -------------------------------------------------------------------- | --------- | ------------ |
| 7.50,17 | СССР   | Надежда Олизаренко Любовь Гурина Людмила Борисова Ирина Подъяловская | 5.08.1984 | Москва, СССР |

### В помещении
| Рекорд  | Страна | Состав команды                                                                                 | Дата      | Место |
| ------- | ------ | ---------------------------------------------------------------------------------------------- | --------- | ----- |
| 7.13,11 | США    | Ричард Джонс (1.51,01) Дэвид Торренс (1.47,46) Дуэйн Соломон (1.47,99) Эрик Совински (1.46,67) | 8.02.2014 | США   |